# Gregorio Fernández
Gregorio Fernández (ur. 1576 w Sarrii; zm. 1636 w Valladolid) – rzeźbiarz hiszpański epoki baroku. Tworzył w Valladolid, gdzie następnie założył własną szkołę. 

## Dzieła
- Ołtarz w Katedrze w Plasencii
- Ołtarz w zakonie Huelgas Reales, Valladolid
- Pietà (1619, 1625) Valladolid
- Ecce homo (1620) Muzeum katedralne w Valladolid
- Zmarły Chrystus (1615) Klasztor Klarysek w Medina del Pomar
- Chrzest Chrystusa (1630) Narodowe Muzeum Rzeźby w Valladolid
- Paweł z Tarsu (1606) Kościół św. Marcina w Valladolid

## Galerie

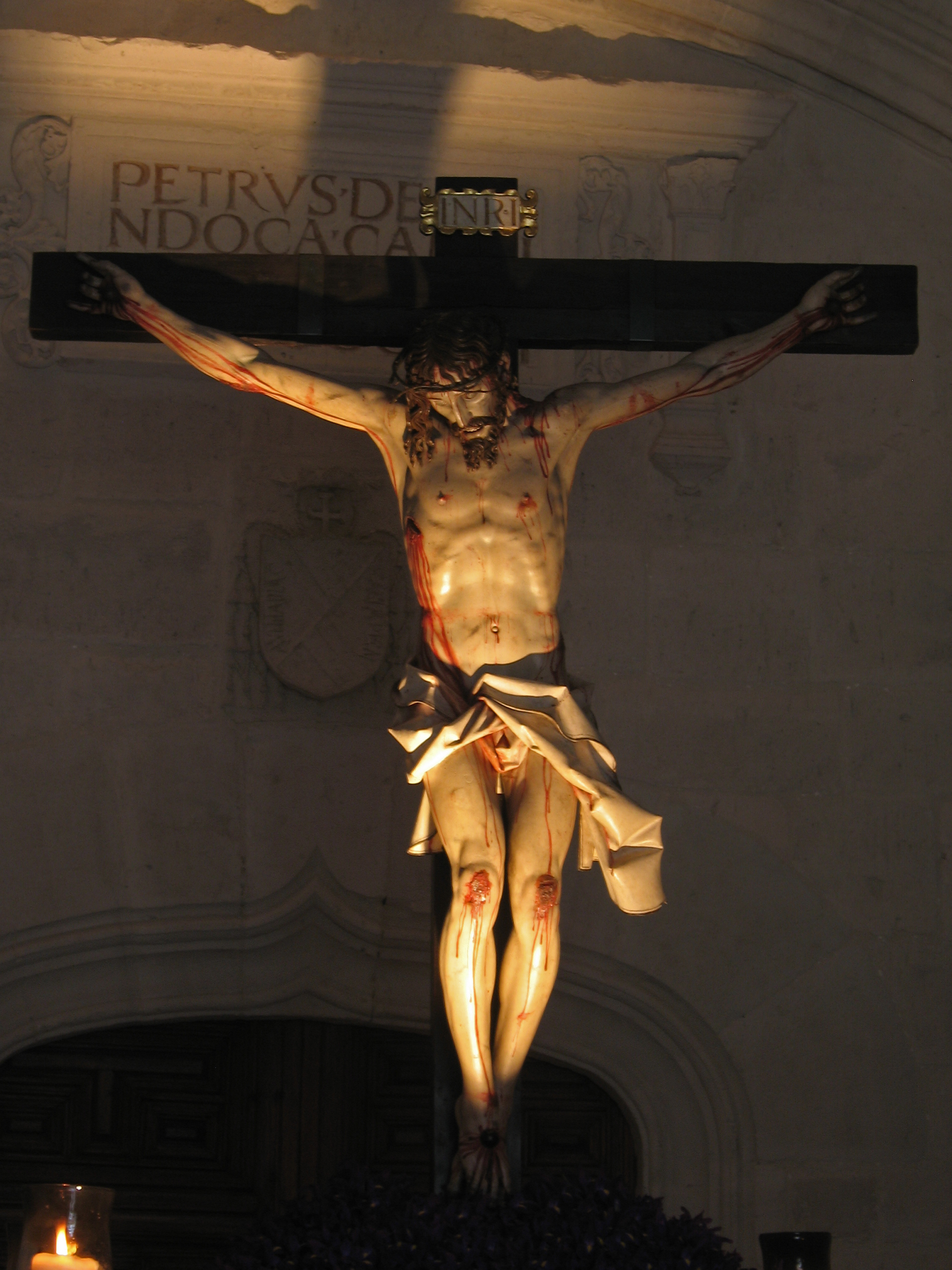
Ukrzyżowanie Jezusa Chrystusa (Cristo de la Luz), (1630) Valladolid
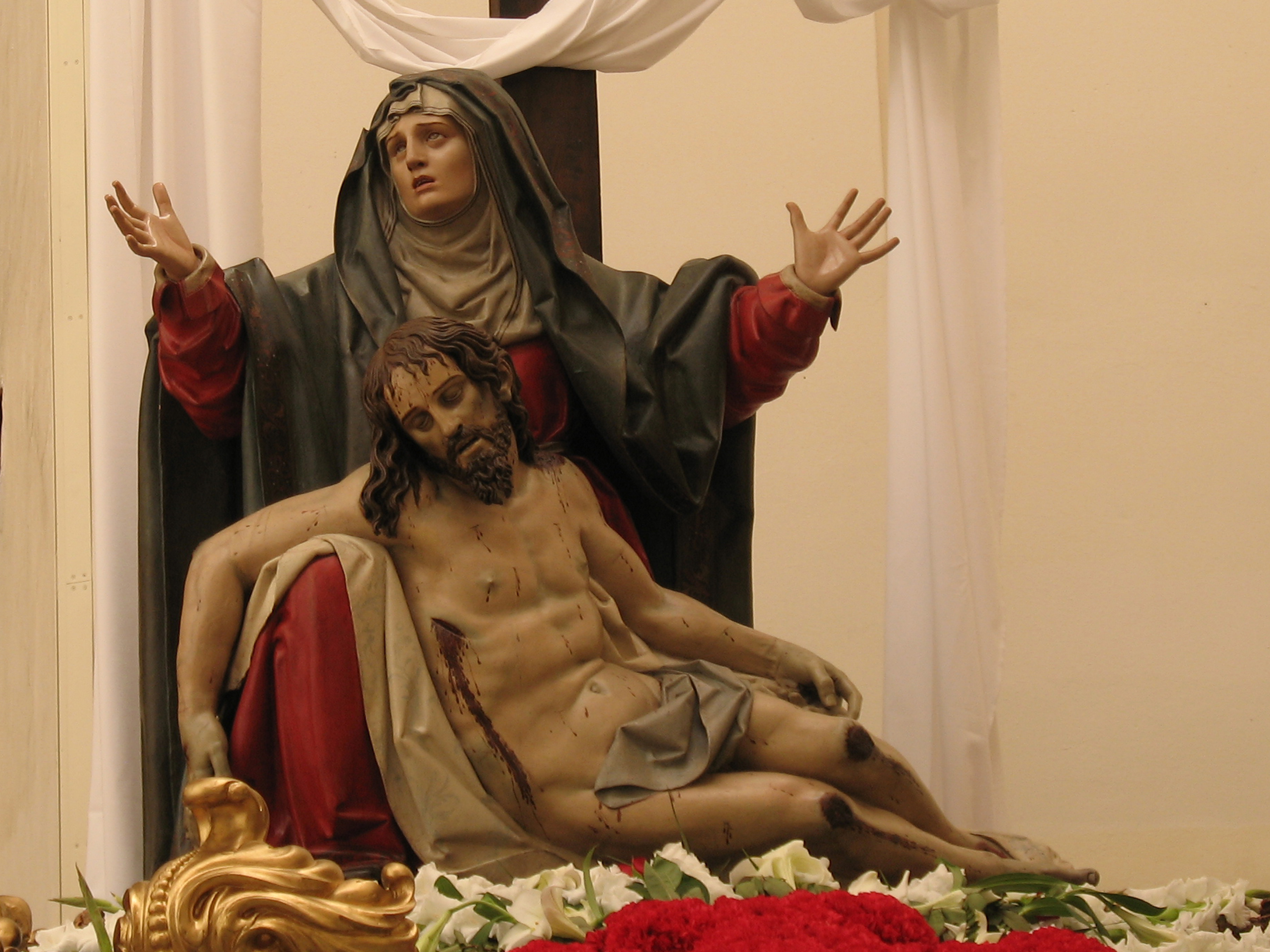
Pietà (1625) Kościół św. Marcina w Valladolid
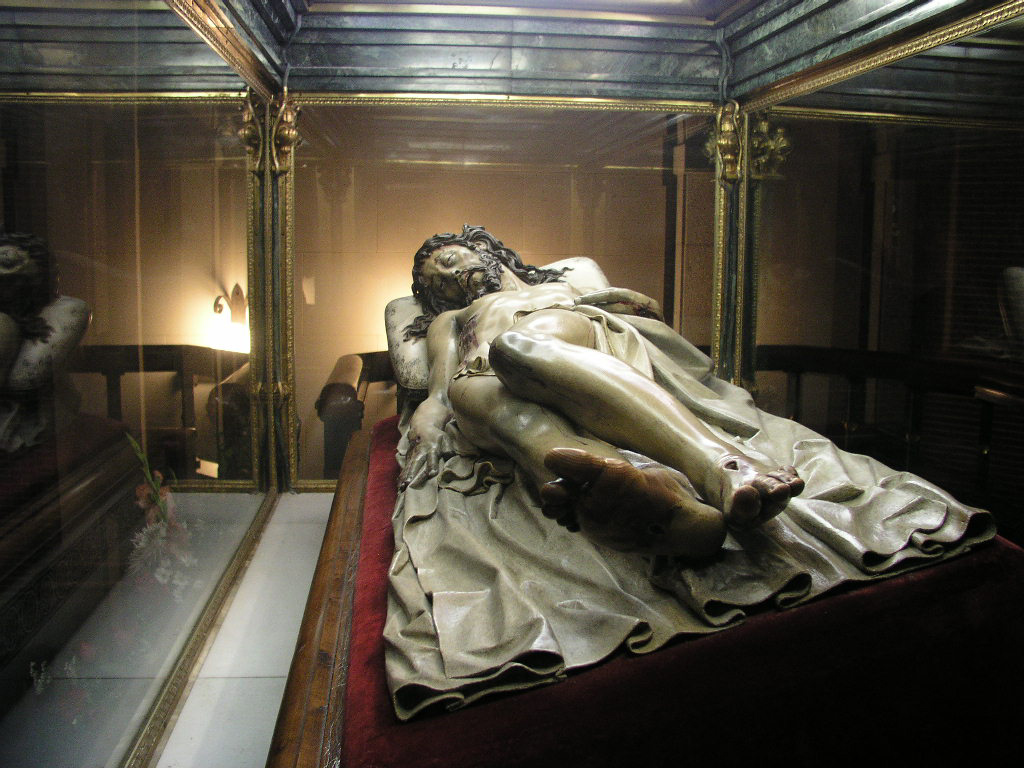
Zmarłego Chrystusa (1605) El Pardo, (Madrid)
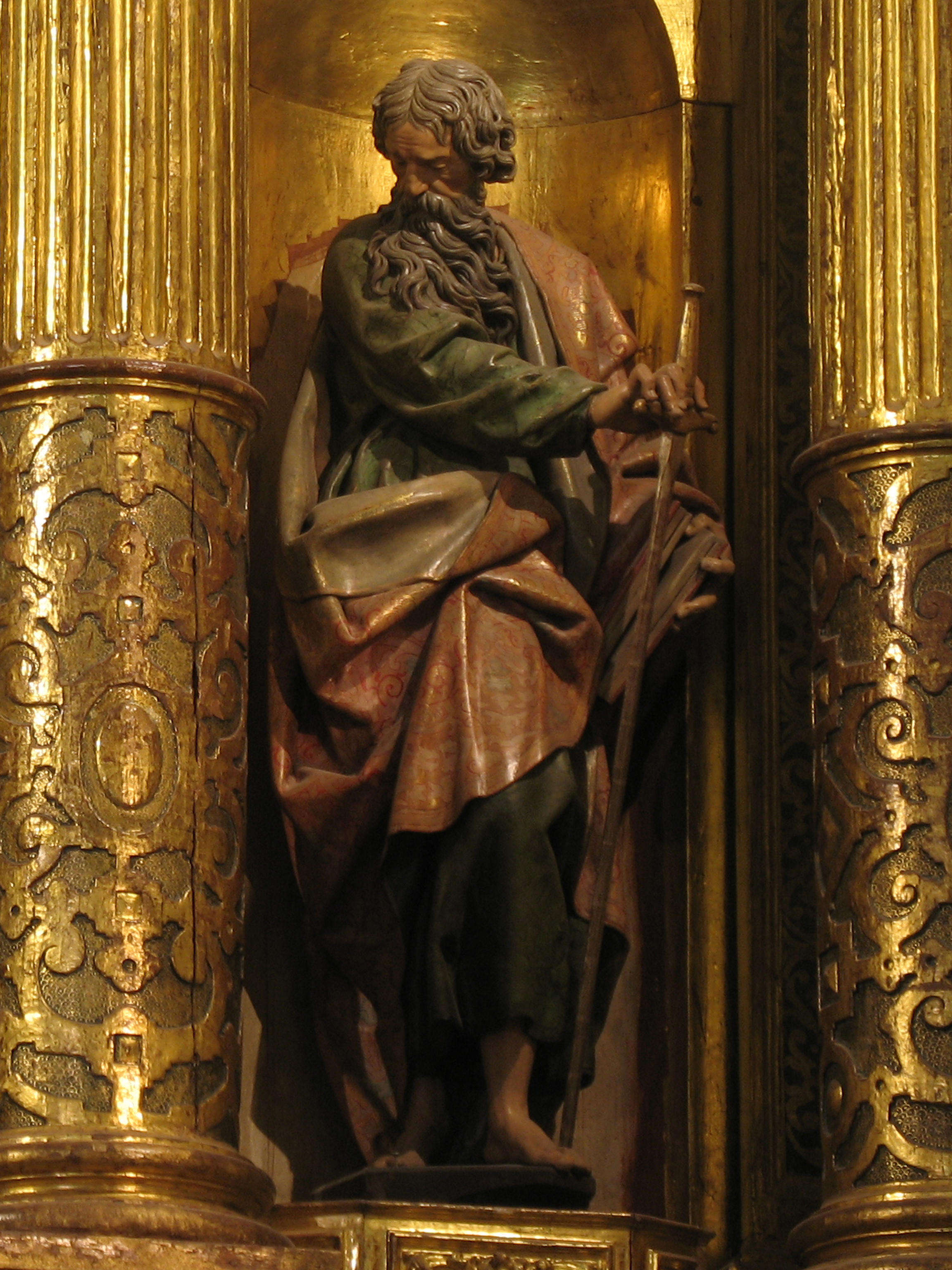
Paweł z Tarsu (1606) Kościół św. Michała w Valladolid
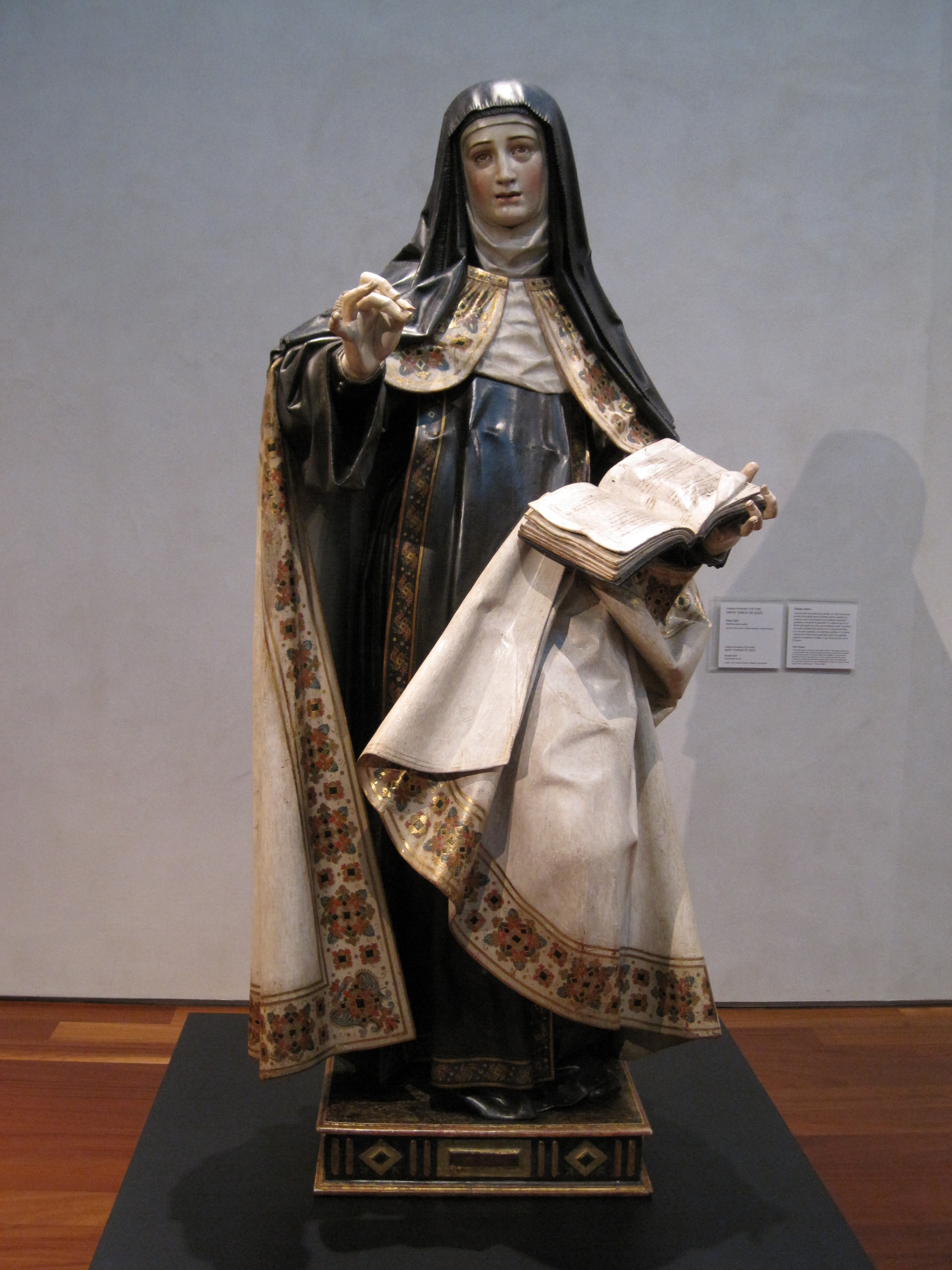
Święta Teresa z Ávili (1625) Muzeum Narodowego Rzeźba w Valladolid